# Joseph Paul Gaimard

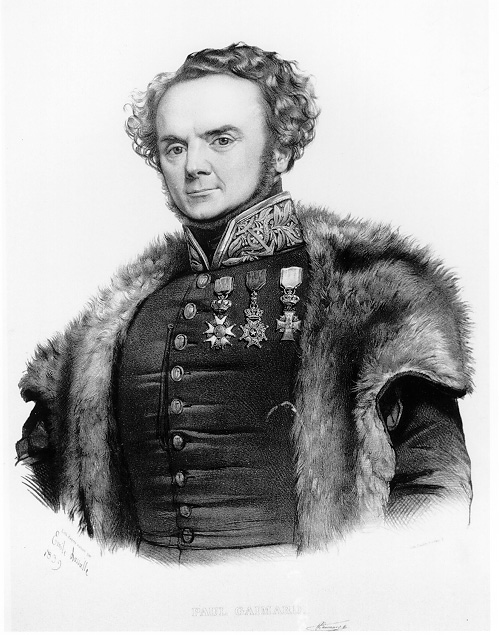
Joseph Paul Gaimard (litografia di Emile Lassalle)

Joseph Paul Gaimard (Saint-Zacharie, 31 gennaio 1796 – Parigi, 10 dicembre 1858) è stato un naturalista francese.

## Biografia
Insieme a Jean René Constant Quoy, Joseph Paul Gaimard fu il naturalista di bordo della Coquille, comandata da Louis-Isidore Duperrey, durante la sua circumnavigazione del globo (1822-25), e dell'Astrolabe (1826-1829), capitanata da Jules Dumont d'Urville. Nel corso di questi viaggi scoprì lo scinco gigante delle Tonga, Tachygia microlepis, attualmente estinto.
In seguito guidò la spedizione scientifica della Recherche (1835-1836) nel Mar Glaciale Artico. Nel 1835 Gaimard visitò l'Islanda e vi ritornò nuovamente l'anno successivo (1836), a capo di una missione scientifica finanziata dal governo francese.
Al ritorno dai suoi viaggi scrisse i 9 volumi del Voyage en Islande et au Groënland (8 volumi di testo ed uno di illustrazioni geografiche), a quei tempi la miglior opera su queste due isole. Nel 1838 guidò una spedizione scientifica alle Spitsbergen. Facevano parte della spedizione il pittore francese François-Auguste Biard e la scrittrice Léonie d'Aunet, che poi divenne la moglie di Biard e che nel 1854 pubblicò un resoconto della missione, dal titolo Voyage d'une femme au Spitzbergen.
Con il suo nome sono state battezzate almeno due specie:
- Eualus gaimardii (H. Milne Edwards, 1837)
- Byblis gaimardi (Krøyer, 1846)